# Kalinin (Adygeja)
Kalinin (russisch Калинин) ist ein Dorf (chutor) in Südrussland. Es gehört zur Republik Adygeja und hat 274 Einwohner (Stand 2019). Im Ort gibt es 6 Straßen. Kalinin liegt 25 Straßenkilometer nördlich von Tulski (dem Verwaltungszentrum des Bezirks). Graschdanski ist der nächstgelegene ländliche Ort.